# Serra d'Orpinell
La Serra d'Orpinell és una serra situada als municipis de Carme, la Llacuna i Orpí (Anoia), amb una elevació màxima de 736 metres.